# South Dos Palos
South Dos Palos è un census-designated place (CDP) degli Stati Uniti d'America situato in California, nella contea di Merced.